# Viehdorf
Viehdorf ist eine österreichische Gemeinde mit 1368 Einwohnern (Stand 1. Jänner 2025) im niederösterreichischen Mostviertel.

## Geografie
Die Gemeinde liegt nordöstlich von Amstetten im Hügelland des Alpenvorlandes. Der Ort Viehdorf liegt auf einem Plateau in 359 Meter über dem Meer. Nach Nordosten fällt das Gebiet sanft ab, nach Südosten fällt es zum Ybbsfeld steil ab. Die Entwässerung im Osten erfolgt durch den Seisenegger Bach, der im Nordosten auch die Gemeindegrenze bildet und später in die Ybbs mündet. Im Westen fließt der Holzbauernbach (Altbach), der in die Donau mündet.
Die Gemeinde hat eine Fläche von 16 Quadratkilometer. Davon werden 72 Prozent landwirtschaftlich genutzt, 17 Prozent sind bewaldet.

### Gemeindegliederung
Viehdorf besteht aus den drei Katastralgemeinden, die zugleich drei Ortschaften sind (in Klammern Einwohnerzahl Stand 1. Jänner 2025):
- Hainstetten (3,40 km², 417 Ew.) samt Reikersdorf, Reinswidl und Schiltdorf
- Seisenegg (5,76 km², 308 Ew.) samt Atzelsdorf, Grub, Haubenberg, Obernhof und Sippenberg
- Viehdorf (6,73 km², 643 Ew.) samt Berging, Ennsfeld, Hochholz, Irzing und Wieden

### Nachbargemeinden
| Ardagger | Neustadtl an der Donau                      |                          |
|          | Kompassrose, die auf Nachbargemeinden zeigt |                          |
|          | Amstetten                                   | St. Georgen am Ybbsfelde |

## Geschichte
Vielleicht schon während der Römerzeit, sicher jedoch während des Frühmittelalters war Viehdorf ein Verkehrsknotenpunkt der von Oed kommenden Hochstraße mit der von Ardagger kommenden Herfurt (Heerstraße). Auf der Kreuzung der Straße befand sich der wehrhafte Sitz Ennsfeld, heute eine Ortschaft in Viehdorf. Die unregelmäßige Form (Haufendorf) lässt vermuten, dass der Ortskern sehr alt ist. Der Name Viehdorf leitet sich vom Namen eines Viehzuchtbetriebes her, in Schiltdorf befand sich ein Betrieb zur Schilderzeugung. Möglicherweise wurden diese Betriebe vom niederbayerischen Kloster Metten errichtet.
Urkundlich sind Ritter von Viehdorf ab 1128 nachweisbar, das Geschlecht starb um 1500 wieder aus. Möglicherweise gab es in dieser Zeit in Viehdorf eine Wasserburg. Um 1600 wurde Viehdorf zu einer wichtigen Bastion des Protestantismus und Schloss Seisenegg zu einem Zentrum evangelischer Adelskultur. Katholische Pfarre wurde Viehdorf erst wieder 1775.
Schloss Seisenegg, das von 1303 bis 1483 den Herren von Walsee gehört hatte, wurde durch die verkehrstechnisch relativ günstige Lage und die Wichtigkeit der Besitzer eine lokale Größe und war bis 1848 Sitz eines Landgerichtes. Heute beherbergt es ein Kulturzentrum und ein Standesamt.
Auch in Hainstetten befindet sich ein Renaissanceschloss, dessen Besitzer oft wechselten. Derzeit ist es im Besitz der Schulschwestern in Amstetten.
In Anerkennung seiner wissenschaftlichen Leistungen wurde Gustav Tschermak 1906 von Kaiser Franz Joseph I. in den erblichen Adelsstand erhoben und erhielt das Prädikat „Edler von Seysenegg“.

### Bevölkerungsentwicklung
| Viehdorf: Einwohnerzahlen von 1869 bis 2025         | Viehdorf: Einwohnerzahlen von 1869 bis 2025 | Viehdorf: Einwohnerzahlen von 1869 bis 2025 | Viehdorf: Einwohnerzahlen von 1869 bis 2025 | Viehdorf: Einwohnerzahlen von 1869 bis 2025 |
| --------------------------------------------------- | ------------------------------------------- | ------------------------------------------- | ------------------------------------------- | ------------------------------------------- |
| Jahr                                                |                                             |                                             |                                             | Einwohner                                   |
| 1869                                                | 1869                                        |                                             | 1.015                                       | 1.015                                       |
| 1880                                                | 1880                                        |                                             | 1.029                                       | 1.029                                       |
| 1890                                                | 1890                                        |                                             | 1.121                                       | 1.121                                       |
| 1900                                                | 1900                                        |                                             | 1.180                                       | 1.180                                       |
| 1910                                                | 1910                                        |                                             | 1.058                                       | 1.058                                       |
| 1923                                                | 1923                                        |                                             | 1.100                                       | 1.100                                       |
| 1934                                                | 1934                                        |                                             | 1.112                                       | 1.112                                       |
| 1939                                                | 1939                                        |                                             | 1.131                                       | 1.131                                       |
| 1951                                                | 1951                                        |                                             | 1.092                                       | 1.092                                       |
| 1961                                                | 1961                                        |                                             | 1.002                                       | 1.002                                       |
| 1971                                                | 1971                                        |                                             | 1.025                                       | 1.025                                       |
| 1981                                                | 1981                                        |                                             | 1.136                                       | 1.136                                       |
| 1991                                                | 1991                                        |                                             | 1.196                                       | 1.196                                       |
| 2001                                                | 2001                                        |                                             | 1.164                                       | 1.164                                       |
| 2011                                                | 2011                                        |                                             | 1.299                                       | 1.299                                       |
| 2021                                                | 2021                                        |                                             | 1.356                                       | 1.356                                       |
| 2025                                                | 2025                                        |                                             | 1.368                                       | 1.368                                       |
| Quelle(n): Statistik Austria, Gebietsstand 1.1.2021 |                                             |                                             |                                             |                                             |

## Kultur und Sehenswürdigkeiten
- Schloss Hainstetten
- Schloss Seisenegg

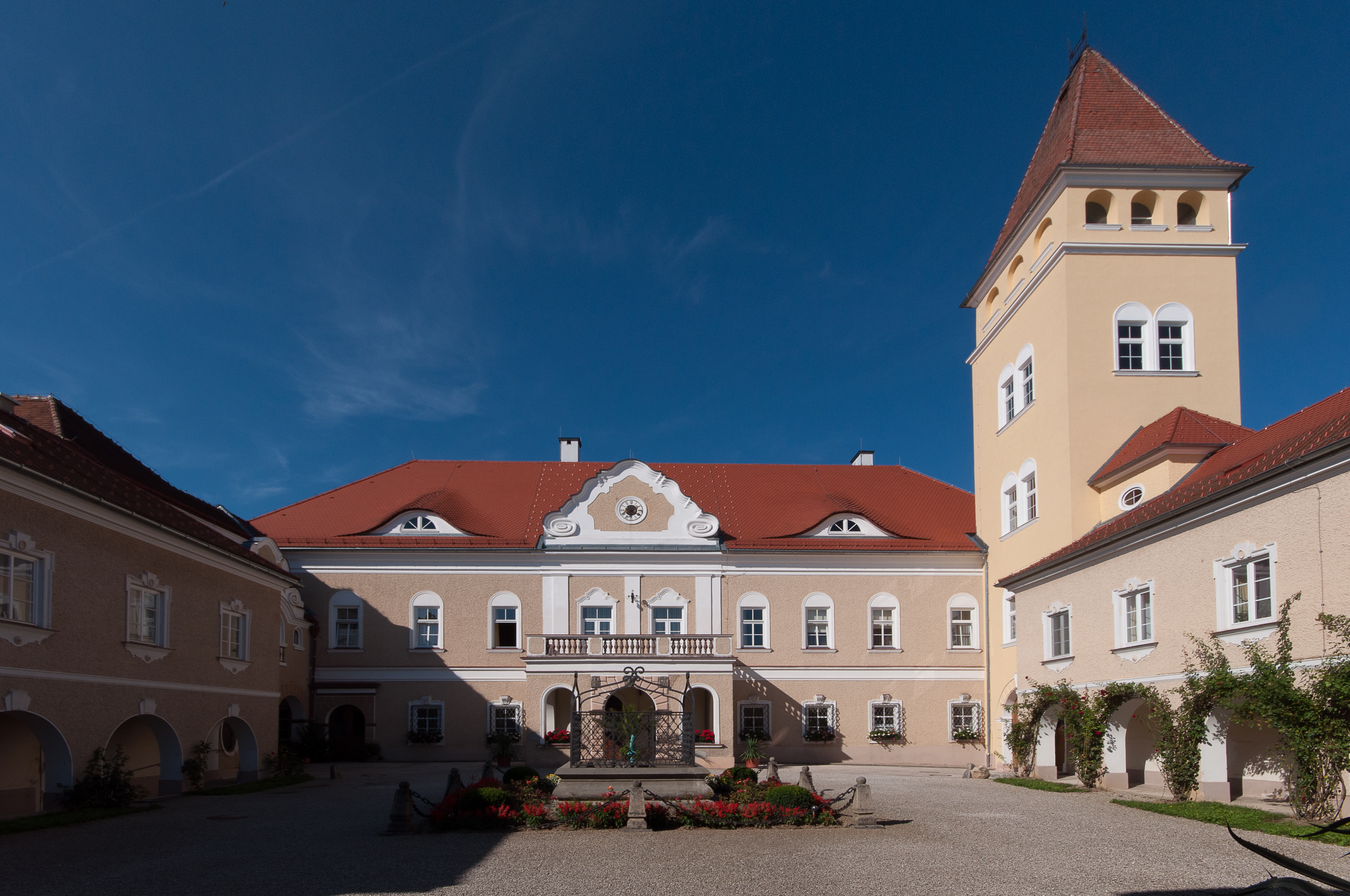
Schloss Hainstetten

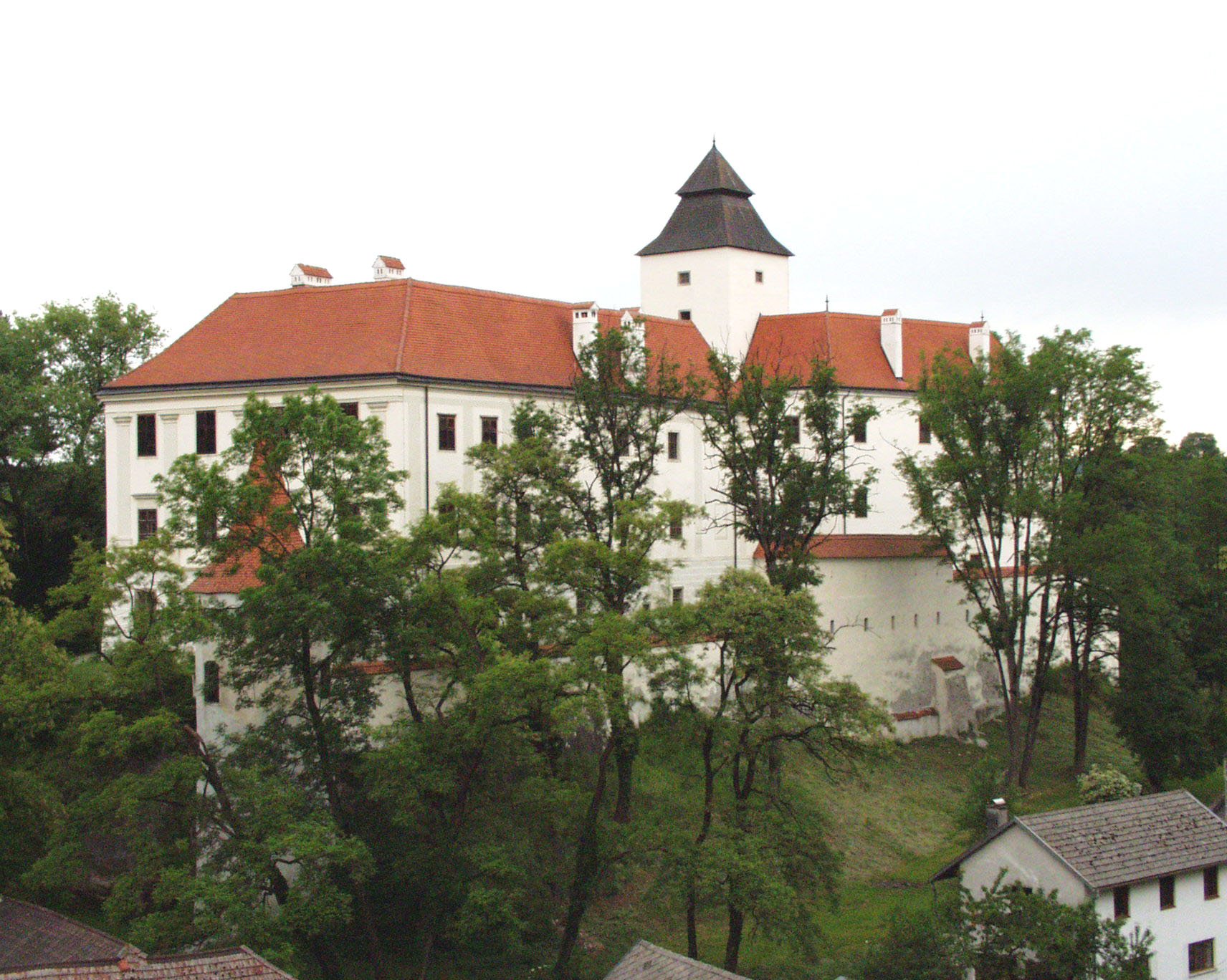
Schloss Seisenegg

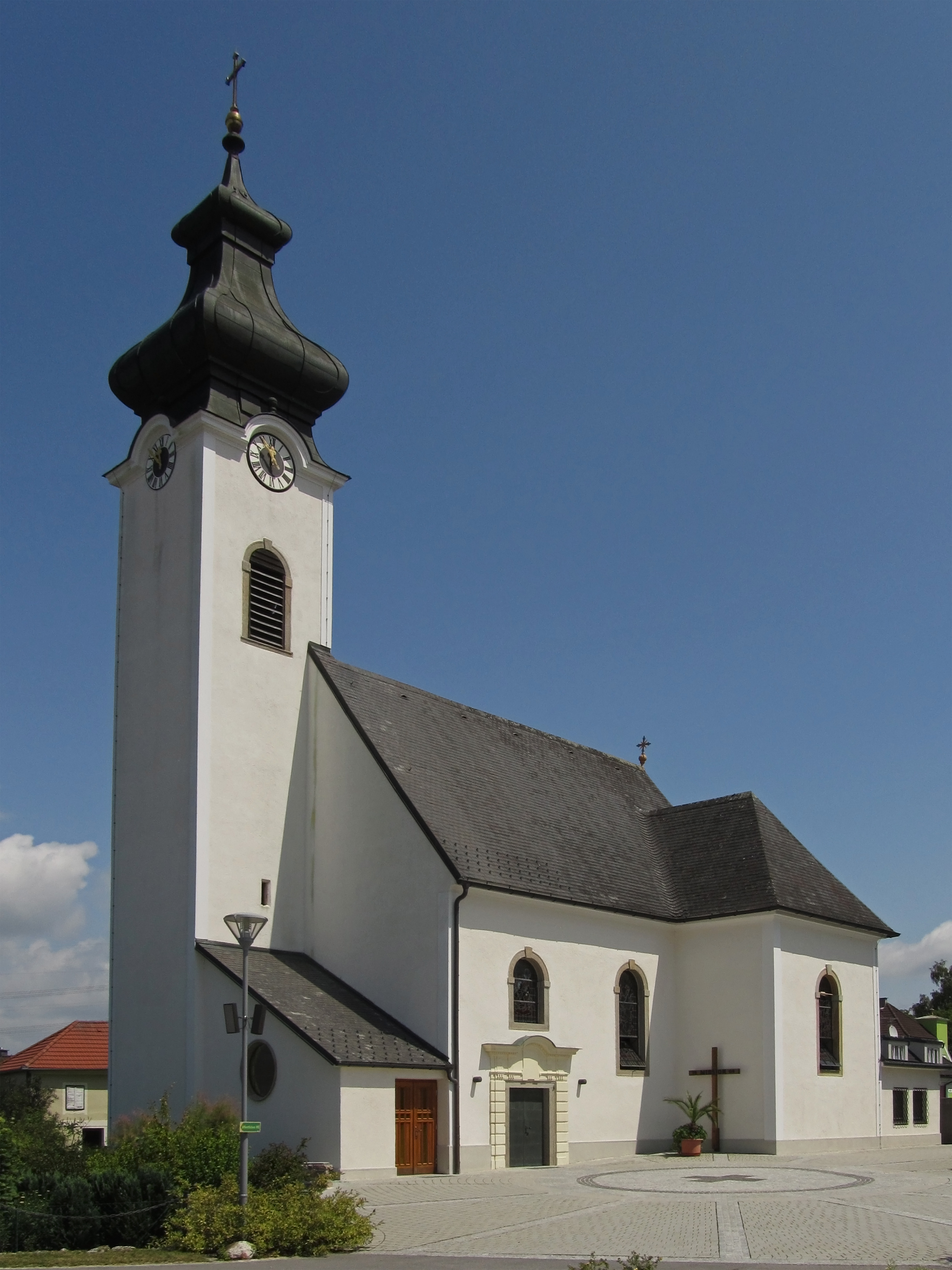
Pfarrkirche Viehdorf

- Katholische Pfarrkirche Viehdorf Hl. Peter und Paul

## Wirtschaft und Infrastruktur

### Wirtschaftssektoren
Von den 58 landwirtschaftlichen Betrieben des Jahres 2010 wurden 40 im Haupt-, 17 im Nebenerwerb und einer von einer juristischen Person geführt. Im Produktionssektor arbeiteten 98 Erwerbstätige in der Bauwirtschaft und sechs im Bereich Herstellung von Waren. Die wichtigsten Arbeitgeber des Dienstleistungssektors waren die Bereiche soziale und öffentliche Dienste (44) und der Handel (29 Mitarbeiter).
| Wirtschaftssektor            | Anzahl Betriebe | Anzahl Betriebe | Erwerbstätige | Erwerbstätige |
| Wirtschaftssektor            | 2011            | 2001            | 2011          | 2001          |
| ---------------------------- | --------------- | --------------- | ------------- | ------------- |
| Land- und Forstwirtschaft 1) | 58              | 65              | 071           | 74            |
| Produktion                   | 10              | 07              | 104           | 62            |
| Dienstleistung               | 40              | 24              | 109           | 77            |

1) Betriebe mit Fläche in den Jahren 2010 und 1999

### Arbeitsmarkt, Pendeln
Im Jahr 2011 lebten 657 Erwerbstätige in Viehdorf. Davon arbeiteten 160 in der Gemeinde, drei Viertel pendelten aus.

### Verkehr
- Eisenbahn: An der Südgrenze verläuft die Westbahn. Der nächste Bahnhof ist Amstetten in fünf Kilometer Entfernung.[8]
- Straße: Die West Autobahn A1 durchquert das Gemeindegebiet, auf dem sich auch die Raststation Amstetten/Viehdorf befindet.

### Bildung
- Kindergarten
- Volksschule mit vier Klassen
- Höhere Schulen gibt es nur in den umliegenden größeren Städten und Gemeinden. Die meisten Schüler pendeln ins nahe Amstetten.

## Politik

### Gemeinderat
Der Gemeinderat hat 19 Mitglieder.
- Nach den Gemeinderatswahlen in Niederösterreich 1990 hatte der Gemeinderat folgende Verteilung: 15 ÖVP und 4 SPÖ.
- Nach den Gemeinderatswahlen in Niederösterreich 1995 hatte der Gemeinderat folgende Verteilung: 15 ÖVP, 3 SPÖ und 1 FPÖ.[9]
- Nach den Gemeinderatswahlen in Niederösterreich 2000 hatte der Gemeinderat folgende Verteilung: 15 ÖVP, 3 SPÖ und 1 Bürgerliste Viehdorf.[10]
- Nach den Gemeinderatswahlen in Niederösterreich 2005 hatte der Gemeinderat folgende Verteilung: 15 ÖVP, 3 SPÖ und 1 Bürgerliste Viehdorf.[11]
- Nach den Gemeinderatswahlen in Niederösterreich 2010 hatte der Gemeinderat folgende Verteilung: 16 ÖVP, 2 SPÖ und 1 FPÖ.[12]
- Nach den Gemeinderatswahlen in Niederösterreich 2015 hatte der Gemeinderat folgende Verteilung: 17 ÖVP und 2 SPÖ.[13]
- Nach den Gemeinderatswahlen in Niederösterreich 2020 hatte der Gemeinderat folgende Verteilung: 17 ÖVP und 2 SPÖ.[14]
- Nach den Gemeinderatswahlen in Niederösterreich 2025 hat der Gemeinderat folgende Verteilung: 16 ÖVP, 2 FPÖ und 1 SPÖ.[15]

### Bürgermeister
- bis 2015 Johann Redl (ÖVP)
- 2015–2024 Franz Zehethofer (ÖVP)
- seit 2024 Markus Burgstaller (ÖVP)

### Wappen
Blasonierung: In von Blau und Gold schräg gewürfeltem Schild eine wachsende grüne Spitze, belegt mit einer goldenen heraldischen Lilie.

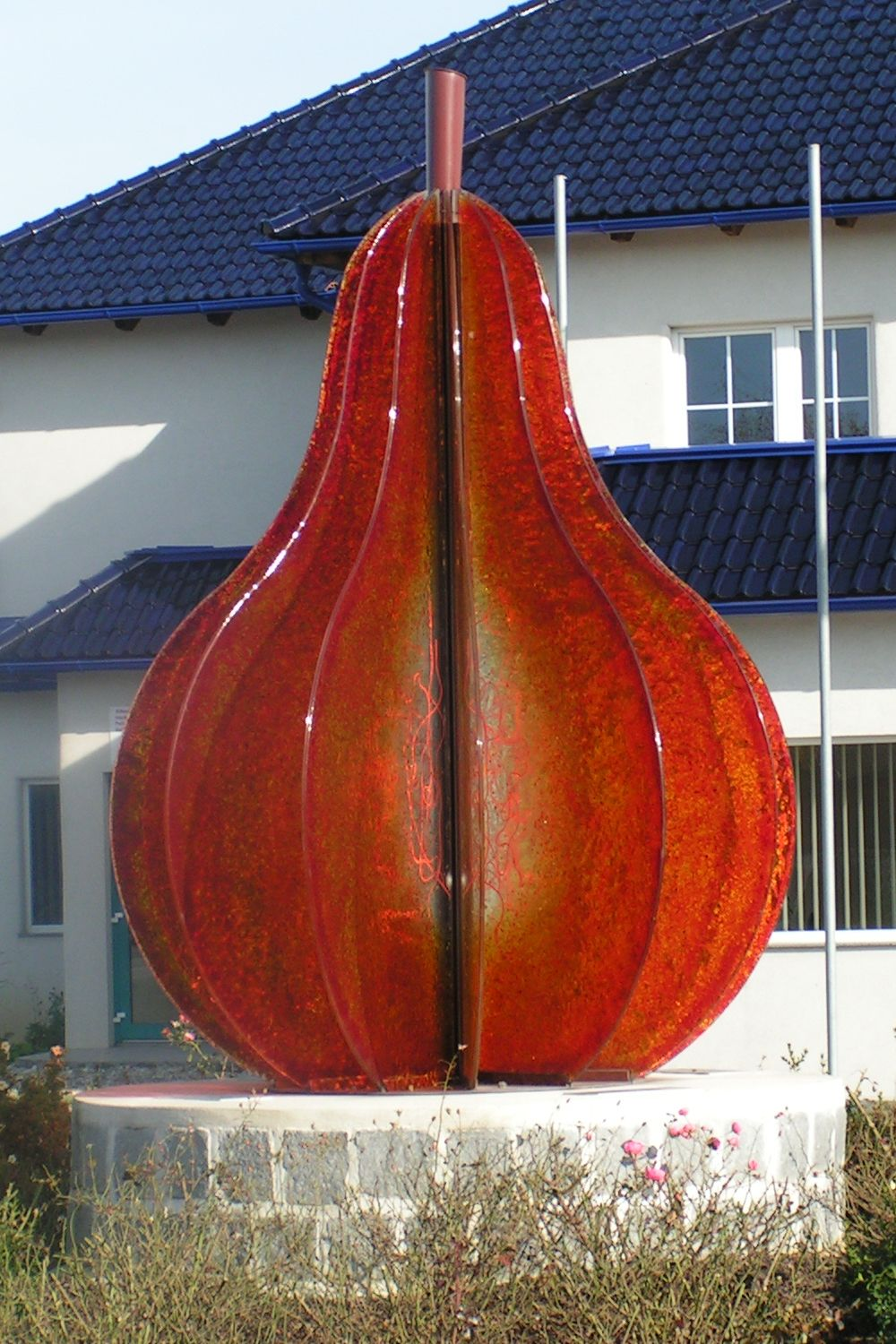
Glas-Mostbirne im Zentrum
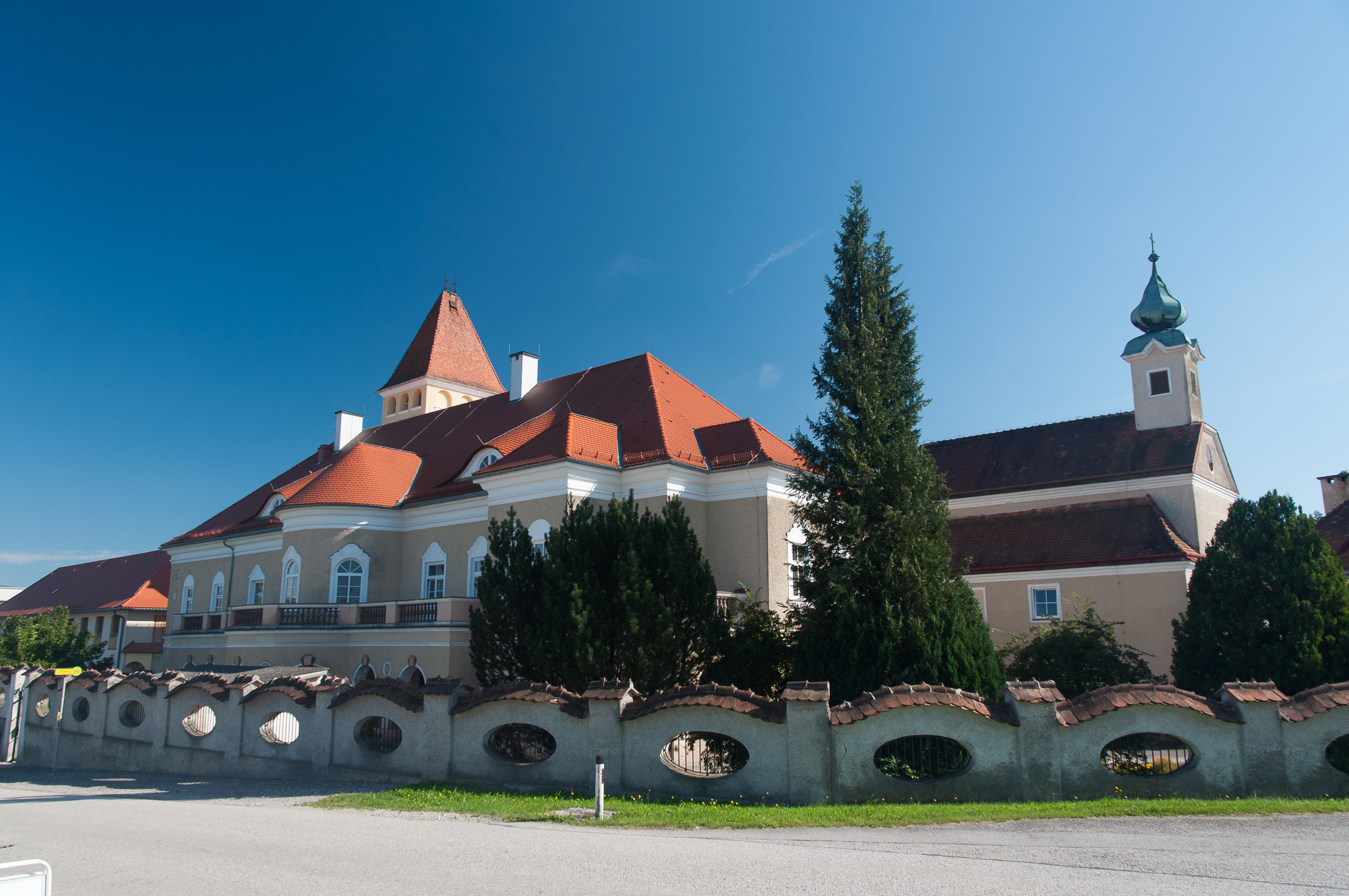
Schloss Hainstetten

## Persönlichkeiten

### Ehrenbürger der Gemeinde
- 2015: Hans Redl, Bürgermeister von Viehdorf 2000–2015[17]
- 2015: Geistlicher Rat Leopold Lumesberger, anlässlich seines 70. Geburtstages[18]

### Söhne und Töchter der Gemeinde
- Catharina Regina von Greiffenberg (1633–1694), österreichischen Lyrikerin der Barockzeit, auf Schloss Seisenegg geboren
- Johann Berger (1869–1941), Steuerbeamter und Politiker, Mitglied des Nationalrats, in Berging geboren